# Каскаракова, Лилия Владимировна
Лилия Владимировна Каскаракова (род. 25 апреля 1980) — российская спортсменка, чемпионка и призёр чемпионатов России и Европы по вольной борьбе, Мастер спорта России международного класса, Заслуженный мастер спорта России (2011). Член сборной команды страны в 2002-2009 годах. Ушла из большого спорта в 2009 году.
Тренирует Каскаракову Андрей Карамчаков.

## Спортивные результаты
- Чемпионат России по женской борьбе 2007 года —
- Чемпионат России по женской борьбе 2008 года —
- Чемпионат России по женской борьбе 2009 года —